# La Strada
La Strada este o dramă neo-realistă în regia lui Federico Fellini din 1954. Filmul descrie călătoria puternicului Zampano și a naivei Gelsomina.
Filmul a fost inclus în lista celor 100 de filme italiene de salvat (100 film italiani da salvare).

## Prezentare
Zampano (Anthony Quinn) iși câștigă existența ca un interpret pe stradă, distrand mulțimea rupându-și  un lanț de fier legat strâns pe piept.
Asistenta lui Zampano,Rosa, moare si acesta își caută una nouă. După un an de la plecarea Rosei, Zampano se reîntoarce la familia ei și cere sa o cumpere pe sora acesteia, Gelsomina.
Venita dintr-o familie sarmana ce traia pe malul marii, mama Gelsominei acceptă să-si vânda fiica chiar in acea zi.
El  invata pe Gelosomina să cânte la trompetă și să bată la tobe, să danseze  si să amuze publicul, bazându-se pe intimidare și cruzime pentru a o ține sub stăpânirea lui.
Dupa ce se îmbata, Zampano pleacă cu o alta femeie, iar Gelsomina decide sa îl paraseasca. Ajunsă în oraș aceasta urmărește spectacolul unui alt artist de stradă, Il Motto, un talentat om la mersul pe sârma.
Zampano  gasește și o ia înapoi cu forța.
Dupa un timp se alatură unui circ unde lucra și Il Motto, care se pare că era omul pe care Zampano il detesta cel mai mult. După o altercație între cei doi ei ajung sa fie arestați. Il Moto este eliberat mai devreme și o face pe Gelsomina sa ințeleaga ca oricine are un scop în viață, chiar și o pietriciă.
Tânara decide sa ramană cu Zampano deși, atat cei de la circ, cat si II Motto îi propun sa rămână cu ei.
În drumul lor se reîntalnesc cu Il Motto care, din manie, este ucis de Zampano. Ca să ascundă urmele bărbatul il aruncă cu mașină cu tot intr-un canal și pleacă.
Crima aceasta distruge spiritul Gelsominei, care incepe sa înnebunescă ușor. În timp ce ea doarme, Zampano decide s-o abandoneze lăsându-i cu ea trompeta.
După câțiva ani barbatul aude întîmplator cântecul Gelsominei fredonat de o tânără. Așa află el că Gelsomina a murit la putin timp din cauza bolii pe care  făcuse de la frig.
Finalul filmului îl găsește pe puternicul Zampano rătăcind, bând, trist pe plajă, singur.
- Regia : Federico Fellini
- Scenariu : Federico Fellini, Tullio Pinelli și Ennio Flaiano
- Imaginea : Otello Martelli (alb și negru)
- Decorurile : Ravasco
- Costumele : Marinari
- Musica : Nino Rota
- Producția : Ponti, Dino De Laurentiis
- Durata : 115 de minute
- Genurile : Dramă

## Distribuție
- Giulietta Masina – Gelsomina
- Anthony Quinn – Zampano
- Richard Basehart – Il Matto
- Aldo Silvani
- Marcella Rovena
- Lidia Venturini

## Premii
- Premiul Oscar pentru cel mai bun film străin, 1957